# Известия (телепрограмма)
«Изве́стия» (бывшие названия — «Инфо́рм-ТВ», «Инфо́рм-ТВ. Новости» и «Сейча́с») — информационная программа, выходящая на «Пятом канале». В ночь с субботы на воскресенье в 0:00 выходит итоговая программа «Известия. Главное» (до 28 мая 2017 года — «Главное»), представляющая собой обзор новостей за уходящую неделю и включающая в себя более продолжительные репортажи корреспондентов. До 2006 года итоговый выпуск выходил под названием «Сейчас о главном».
С 2006 года концепция новостей тогдашнего «Пятого канала» предусматривала максимально оперативное получение материалов из регионов Российской Федерации: прямые включения, сюжеты и репортажи специальных корреспондентов из разных точек страны — все это создавало полноценную картину информационного дня в России. Внимание в тех выпусках было сосредоточено на простом человеке и тех ситуациях, в которые он попадает, официозу же отводился минимум времени.
С сентября 2006 по август 2018 года программа сопровождалась бегущей строкой чёрного цвета, на которую выводились актуальные новости, получаемые по каналам информагентств (с 2010 года она не использовалась в утренних выпусках с малым хронометражем).

## История

### 1993—2004. «Информ-ТВ»
Информационная программа ТРК «Петербург» под названием «Информ-TВ» стала выходить в эфир с 31 марта 1993 года вместо информационной передачи «Телестанция „Факт“».
В 1990-х годах программа «Информ-ТВ» выходила в эфир в 7:45 (до мая 1994 года), 13:30, 16:30, 19:30 и 22:30 по будням (все выпуски по 20 минут, кроме выпуска в 19:30 — с хронометражем в 25 минут).
В разные годы программу вели: Светлана Агапитова, Наталья Антонова (в 1995 году перешла на НТВ), Игорь Апухтин, Татьяна Базанова, Марианна Баконина, Ян Воскресенский, Евгений Гусев, Иннокентий Иванов, Марат Кашин, Андрей Радин, Ирина Смолина, Игорь Страхов, Ирина Тёркина и др. С апреля по июль 1996 года по будням программа «Информ-ТВ» выходила в конце каждого часа с хронометражем 5—10 минут.
С 21 мая 2001 года программа стала выходить в эфир под названием «Информ-ТВ. Новости» (до 31 марта 2004 года в некоторых печатных изданиях продолжалось упоминать прежнее название «Информ-ТВ»).
В последние дни перед ребрендингом выпуски выходили только в 19:30 во временной студии, поскольку основная студия находилась в ремонте.

### 2004—2017. «Сейчас»
С 1 апреля 2004 года в рамках ребрендинга «Пятого канала» программа стала носить название «Сейчас» и выходить ежедневно в прямом эфире 8 раз с понедельника по четверг (в 8:00, 9:00 — в рамках передачи «Утро в большом городе», 10:00, 12:00, 14:30, 17:30, 19:30 и 21:30 под названием «Сейчас о главном») и 7 раз по пятницам (кроме 21:30). В телерадиокомпанию «Петербург» начали приходить известные журналисты и ведущие, ранее работавшие на других российских телеканалах (в основном — на «Первом канале», «старом» и «новом» НТВ, позднем ТВ-6 и ТВС). В начальный период ребрендинга там работали Сергей Митрофанов, Людмила Ширяева, Татьяна Колесникова, Надежда Мадзалевская, Андрей Клюшев, Марианна Гурина, Ирина Петрова и вернувшийся на этот телеканал Евгений Гусев.
До расформирования спортивной редакции «Пятого канала» в 2004—2010 годах в эфир выходила передача «Сейчас о спорте», которую вели Роман Кирюхин, Алексей Наливайко и Тимур Мамонов.
С 4 апреля 2004 года в эфир петербургского «Пятого канала» выходит итоговая информационная программа «Главное», первым ведущим которой был Игорь Фесуненко (до 25 июня 2006 года), затем — Вячеслав Крискевич (с 8 октября 2006 по 22 июня 2008 года), Алексей Суханов (с 1 октября 2006 по 28 июня 2009 года), Александр Анучкин (с 30 августа 2009 по 27 июня 2010, 17 февраля 2013 года), Андрей Добров (с 5 сентября 2010 по 17 июля 2011 года) и Ника Стрижак (с 1 сентября 2013 по 25 июня 2017 года).
С ноября 2004 по сентябрь 2005 года в рамках выпуска программы выходила рубрика «Суть дела» с Сергеем Шелиным.
С 12 сентября 2005 по 12 марта 2010 года выходила информационная правовая программа «Экстренный вызов 112», в которой освещались криминальные новости, произошедшие за день.
Со 2 октября 2006 года, после перехода «Пятого канала» на федеральное вещание, было изменено время выхода утренних выпусков: первый стал теперь выходить на полчаса раньше обычного (в 7:30 вместо 8:00) (в Санкт-Петербурге и Ленинградской области он не транслировался из-за вещания в промежутке с 7:00 до 8:00 программ Ленинградской областной телекомпании), остальные — на полчаса позже (в 9:30 вместо 9:00, в 10:30 вместо 10:00 и в 12:30 вместо 12:00).
С 7 мая 2007 года вновь был изменён график выхода утренних выпусков в рамках передачи «Утро в большой стране»: они выходили в середине каждого часа (6:30, 7:30, 8:30, 9:30), а программа «Сейчас о спорте» — на 50-й минуте каждого часа (6:50, 7:50, 8:50). Помимо обычных выпусков новостей, выходили их краткие выпуски в начале каждого часа.
Со 2 июля 2007 года отменены выпуски в 12:30 и 17:30, а выпуск в 21:30 перенесён на 22:00. С 7 июля после прекращения выпусков программы «Телекурьер» для телезрителей Российской Федерации также добавлены субботние выпуски в 14:30 и 19:30.
С 3 сентября 2007 года был возвращён выпуск в 12:30, выпуск в 19:30 перенесён на 18:30, а выпуск в 22:00 — на 21:30.
С 30 июня 2008 года отменён утренний выпуск в 10:30, выпуск в 14:30 перенесён на 15:30, а по субботам выходил только один выпуск в 18:30. Программа стала выходить каждые три часа (по аналогии с информационными выпусками новостей центральных каналов («Первый канал», «Россия», «НТВ», «Столица» и «ТВ Центр»).
С 16 сентября 2008 года утренние выпуски в рамках передачи «Утро на Пятом» (заменившего собой «Утро в большой стране») выходили каждые полчаса (с 6:00 до 9:00), а программа «Сейчас о спорте» — на 15-й и 45-й минуте каждого часа. С 5 ноября данные выпуски были отменены после смены формата «Утра на Пятом».
До 2008 года проводилось телефонное и SMS-голосование по главной теме итогового выпуска. Осенью 2007 года на сайте «Пятого канала» было организовано онлайн общение с ведущими итоговой программы «Сейчас».
С 8 июня 2009 года вечерний будничный выпуск в 18:30 перенесён на 19:20, а выпуск в 21:30 был отменён. С 17 августа будничные выпуски в 9:30 перенесены на 10:30, 12:30 — на 13:30, 15:30 — на 16:30, 19:20 — на 19:30, по рейтингу часто уступав выходившим в то же время выпускам новостей городского телеканала «Столица». Также с понедельника по четверг (до 9 октября — по пятницам) добавлен вечерний выпуск в 22:20.
С 15 марта 2010 года, после ребрендинга «Пятого канала», время выхода программы изменилось. Выпуски программы в 8:00, 11:00, 15:00 (все три — по будням), 16:00 (по субботам), 19:00 (по будням) и 22:00 (с понедельника по четверг, до 9 апреля 2010 года также и по пятницам). С 6 сентября будничный выпуск в 11:00 перенесён на 12:00. Программа «Экстренный вызов 112» переместилась на «РЕН ТВ».
С 31 января 2011 года выпуски передачи выходили ежедневно в прямом эфире 7 раз с понедельника по четверг (в 6:00, 8:00, 10:00, 12:00, 15:30, 18:30 и в 22:00), 6 раз по пятницам (кроме 22:00), два раза по субботам в 10:00, 18:30, и один раз по воскресеньям — в 10:00. Возобновлён выход криминальных новостей уже под названием «Место происшествия».
С 6 июня 2011 года также добавлены утренние будничные выпуски в 7:00 и 9:00 в рамках передачи «Утро на 5».
С 5 февраля 2015 года каждый четверг в рамках программы выходит благотворительный проект «День добрых дел», в котором рассказывается о детях, которым необходимы денежные средства на дорогостоящее лечение. Во время показа этой рубрики внизу на экране появляется короткий номер для SMS-сообщений), по которому необходимо отправить цифрами любую сумму пожертвования (позже — QR-код).
С 20 марта 2017 года утренний будничный выпуск, ранее открывавший программу «Утро на 5» в 6:00, вместе с временем рестарта эфира «Пятого канала» был сдвинут на час назад (в 5:00). После закрытия программы «Место происшествия» выпуск в 9:00 стал выходить продолжительностью в 30 минут, а выпуски в 10:00 (кроме воскресенья) и 18:30 в субботу были убраны.
C 17 апреля 2017 года количество выпусков было сокращено, а время выхода выпусков изменилось. Изначально они стали теперь выходить с 5:00 до 9:00 (по будням, каждый час), в 17:00 (по будням), 22:00 (с понедельника по четверг) и 0:00 (по вторникам, средам, четвергам и субботам — в нём теперь подводятся окончательные итоги дня). С 22 мая будничный выпуск в 17:00 был перенесён на четыре часа раньше (в 13:00).

### 2017—2022. Сотрудничество с МИЦ «Известия»
Со 2 июня 2017 года, в рамках слияния информационных служб двух телекомпаний из «Национальной Медиа Группы» («РЕН ТВ», «Пятого канала»), поставщиком и производителем новостей для них стал являться мультимедийный информационный центр «Известия». Как следствие, выпуски новостей стали выходить под таким же названием, ежедневный полуночный итоговый выпуск стал называться «Известия. Итоговый выпуск», а еженедельная итоговая программа — «Известия. Главное». Открывается и новый петербургский телеканал — «78», куда перешёл ряд сотрудников службы информации «Пятого канала».
С 3 июля 2017 года количество выпусков вновь было сокращено после закрытия программы «Утро на 5»: были убраны выпуски в 6:00, 7:00 и 8:00, а после закрытия программы «Открытая студия» и её переезда на телеканал «78», итоговый выпуск в 0:00 стал выходить и по понедельникам. С этого же момента субботний итоговый выпуск был упразднён, а воскресный утренний выпуск стал выходить на час раньше обычного (в 9:00 вместо 10:00).
Со 2 сентября 2017 года ведущим итоговой программы «Известия. Главное» вместо работавшей с 2013 года Ники Стрижак стал Евгений Гусев. Изменилось также время выхода: теперь она стала выходить по субботам в 0:00 (иногда до или после данного времени), с повтором в воскресенье в 9:00 (он просуществовал до 20 мая 2018 года), повтор имел возрастное ограничение «16+» (для детей старше 16 лет). Как следствие, стандартный выпуск «Известий», который выходил в вышеуказанный день и время повтора той программы, был упразднён. Приблизительно в это же время в целях экономии были закрыты многие корреспондентские пункты «Пятого канала», активные до объединения двух информационных служб в одну: из Екатеринбурга, Новосибирска, США и Воронежа. Уволенные сотрудники по договору не распространялись о причинах ухода.
С 1 июня 2018 года программа, как и само вещание «Пятого канала», транслируется в формате 16:9.
С 16 июня 2018 года отменены утренние субботние выпуски, которые выходили в эфир в 9:00. Это фактически означает, что теперь программа выходит в эфир только по будням, кроме выходных и праздничных дней (по аналогии с новостями родственного «Пятому каналу» «РЕН ТВ»). С 1 октября добавлен ещё один выпуск, выходящий со вторника по пятницу (по сетке с понедельника по четверг) ночью в плавающем графике от 3:00 до 4:00.
С 11 февраля 2019 года изменилось время вечернего выпуска — вместо 22:00 выходит выпуск в 18:30 с понедельника по четверг. С 10 марта 2020 года он же перенесён на час раньше — в 17:30.
С 2 декабря 2019 по 20 января 2023 года Андрей Челноков стал ведущим утренних выпусков. С 30 декабря 2020 года Игорь Васильев стал ведущим утренних выпусков. С 11 января 2021 года в итоговом выпуске в 0:00 выходят новости спорта, ведущими стали Сергей Фарафонов и Александр Кузмак. 16 и 23 января 2021 Виталий Воронин провёл первые два выпуска программы «Известия. Главное» подряд, когда Евгений Гусев заболел.

### 2022 — настоящее время. Вещание из Москвы, из Московской области
С 19 февраля 2022 года программа «Известия. Главное» выходит из временной студии в Москве в связи с капитальным ремонтом телецентра Санкт-Петербурга. Тогда же передача сменила и ведущего — вместо Евгения Гусева им стал Виталий Воронин, уже работавший в ней в 2011—2013 годах.
С 9 марта 2022 года служба информации «Пятого канала» полностью переехала в Москву. Первое время выпуски программы из российской столицы выходили из информационных студий «РЕН ТВ». Увеличен хронометраж новостей — все выпуски идут 30 минут с перерывом на рекламу перед прочтением последнего новостного материала, а выпуск в 17:30 теперь выходит и по пятницам. Отменён ночной выпуск с хронометражем 10 минут. Часть сотрудников службы информации также переехала в Москву, а другие — остались в Петербурге и перешли на телеканал «78».
С 14 июня 2022 года выпуски программы стали выходить из собственных новых студий в Москве. Всего три студии: из первой выходят выпуски утренние и дневные выпуски новостей, из второй — вечерние и будничный итоговый выпуск в 00:00, из третьей — программа «Известия. Главное».
C 7 августа 2023 года изменилось время вечернего выпуска — он стал выходить на полчаса раньше (в 17:00 вместо 17:30) по будням.

## Текущая информационная команда

### Ведущие
- Константин Бушуев (c 2024 года) — чётная неделя, ранее вёл программу «Экстренный вызов 112» на канале «РЕН ТВ».
- Елизавета Якушева (c 2024 года) — нечётная неделя, пришла с канала «Москва 24».
- Денис Солдатиков (с 2024 года) — все недели, «Итоговый выпуск», ранее долгое время был ведущим программы «Экстренный вызов 112» на канале «РЕН ТВ».
- Виталий Воронин — «Главное»/«Известия. Главное» (с 28 августа 2011 по 10 февраля 2013, с 24 февраля по 14 июля 2013, 16 и 23 января 2021 и с 19 февраля 2022 года), в 2005—2011 и 2013—2022 годах вёл программу «Сейчас»/«Известия». В 2018—2022 годах вёл «Итоговый выпуск».
- Сергей Фарафонов — спортивные новости
- Александр Кузмак — спортивные новости

### Корреспонденты
Все нижеперечисленные лица после июня 2017 года входят в штат МИЦ «Известия», и тем самым, в эфире появляются преимущественно материалы журналистов, работающих в основном на родственный «Пятому каналу» «РЕН ТВ».
- Анастасия Авсюк
- Николай Аксёнов
- Надежда Алёшкина
- Мери Бадунц
- Игорь Балдин
- Олег Барышев
- Ярослав Богат
- Владислава Боданова
- Надежда Брацыхина
- Дмитрий Вахницкий
- Анна Воропай
- Изабелла Воробьёва
- Юлия Вотинцева
- Эрик Гиляутдинов
- Линар Гинатуллин
- Наталия Графчикова
- Станислав Григорьев
- Анна Елисеева
- Олег Зайковский
- Дмитрий Зименкин
- Антон Золотницкий
- Николай Иванов
- Роман Ишмухаметов
- Артур Ишпулатов
- Екатерина Ищук
- Игорь Капориков
- Леонид Китрарь
- Мария Коровина
- Леонид Клименчук
- Стефания Клишина
- Марина Кравцова
- Виктория Крылова
- Денис Кулага
- Алексей Лазуренко
- Даниил Левин
- Иван Литомин
- Елена Лихоманова
- Мурад Магомедов
- Александр Морозов
- Кристина Морозова
- Александр Мостославский
- Владислав Моторный
- Анна Никольская
- Николай Никулин
- Анна Ничуговская
- Анастасия Новомлинова
- Максим Облендер
- Кирилл Ольков
- Наталия Оскерко
- Полина Панасицкая
- Егор Парфёнов
- Алиса Паршакова
- Регина Петриман
- Евгений Подтергера
- Екатерина Пожарская
- Алексей Полторанин
- Роман Польшаков
- Кирилл Поляков
- Дмитрий Помельников
- Максим Прихода
- Алексей Прокин
- Александр Самохвалов
- Александр Сафиулин
- Ксения Седунова
- Виктор Синеок
- Ксения Солдатова
- Валентин Трушнин
- Кристина Фёдорова
- Элисо Хабалова
- Сергей Хайдаров
- Виталий Ханин
- Елена Хмура
- Алексей Целищев
- Александра Чальцева
- Виталий Чащухин

## Сотрудники прошлых лет

### Ведущие

#### Выпуски новостей
- Андрей Радин (1993—1996)
- Юрий Зинчук[10] (1993)
- Игорь Апухтин (1993)
- Наталья Антонова (1993)
- Татьяна Базанова[11] (1993—2004), позже — редактор и шеф-редактор программы «Сейчас» / «Известия» на «Пятом канале», в настоящее время работает на телеканале «78».
- Николай Кочнев
- Ирина Смолина (1993—1999)
- Иннокентий Иванов[12] (1993—1999, до 1995 г. корреспондент)
- Марианна Баконина (1993—1998, 1999—2003, в 1998—1999 гг. вела программу ТСБ)
- Светлана Агапитова[13] (1993—1999, до 1995 г. корреспондент)
- Ирина Тёркина (1995—2000, до 1995 г. корреспондент)
- Игорь Страхов (1995—1999), в настоящее время работает в ГТРК «Санкт-Петербург»
- Вячеслав Болотов (1999)
- Екатерина Додзина (2000—2003)
- Ян Воскресенский[14] (2000—2004), позже — корреспондент «Пятого канала», в настоящее время — шеф-редактор программы «Известия» на этом же телеканале.
- Евгений Гусев (2000[15], 2002, 2004—2009, 2016—2017, утренние, дневные и вечерние выпуски), в 2002—2003 годах — собственный корреспондент ТВС в Чечне.
- Марат Кашин (2001—2002), перешёл на телеканал «Россия», затем на телеканал «Россия 24», сейчас — на радиостанции «Коммерсантъ FM».
- Людмила Ширяева (2001—2006)
- Наталья Кутобаева (2002—2004)[16]
- Ирина Петрова (2004[17]—2013, 2019—2022, итоговый выпуск, 2020—2024, дневные и вечерние выпуски)
- Сергей Митрофанов (2004)[18], перешёл на РЕН ТВ.
- Татьяна Колесникова (2004—2006)
- Екатерина Краева (2004—2006), ранее работала на Тамбовском телевидении, затем на нескольких городских каналах Санкт-Петербурга ведущей и корреспондентом.
- Надежда Мадзалевская[19] (2004—2007)
- Андрей Клюшев[20] (2004—2007), ранее работал ведущим, корреспондентом и редактором Интернет-версии информационной программы «Вести-Великий Новогород» на НГТРК «Славия».
- Марианна Гурина[21] (2004—2007), ранее работала на одном из телеканалов Мурманска.
- Сергей Шелин (рубрика «Суть дела» с ноября 2004 по сентябрь 2005 года)
- Ольга Волкова (2006—2010), ранее — корреспондент «Первого канала» и ведущая программы «Сегодня» на НТВ, в настоящее время — ведущая новостей на телеканале «Звезда»[22].
- Наталья Лебедева (2007—2008), ранее работала ведущей и корреспондентом программы «Вести Поморья».
- Ольга Нагорная[23] (2007—2024, утренние и дневные, 2010—2019, 2022—2024, вечерние выпуски).
- Григорий Хазагеров (Рублёв) (2008—2015, утренние выпуски)
- Валерия Жгилёва (2008—2021, утренние, с 2016 года — дневные выпуски), в настоящее время работает на телеканале «78» в программах «Известия» и «Вечер трудного дня».
- Виталий Лукашов (2009—2011, вечерние выпуски), ранее и позже работал собственным корреспондентом программы «Вести» в Санкт-Петербурге, сейчас руководитель информационных и художественных программ на телеканале «78».
- Ольга Кокорекина (2010—2012, вечерние выпуски), перешла на телеканал «ТВ Центр»[24].
- Роман Кирюхин (2010—2017, дневные выпуски), позже совместно с Алиной Кравцовой вёл передачу «Актуально», в настоящее время — ведущий программы «Середина дня» и художественного проекта «Подводный Роман» на телеканале «78».
- Александр Анучкин (2010—2011, дневные выпуски), с 1 сентября 2017 до 24 октября 2022 года — главный редактор и генеральный директор телеканала «78»[25]
- Анастасия Дьякова (2010—2017, утренние выпуски), работала ведущей программы «Известия» и «Середина дня» на телеканале «78». Сейчас работает на телеканале «Санкт-Петербург».
- Юрий Круглик (2011—2018, вечерние выпуски), ранее работал на «Первом национальном канале».
- Глеб Протасенко (2011—2018, вечерние выпуски), ранее работал на телеканале «ТВ Центр».
- Галина Бескровная (2012—2017, дневные и вечерние выпуски), перешла на телеканал «Лен ТВ 24». В настоящее время — ведущая программы «Происшествия» на телеканале «78».
- Ольга Марами (2012—2013, «Главсеть», «Сейчас в сети»), перешла на телеканал «78»[26].
- Елена Проскурина (2013—2014, утренние выпуски)
- Алексей Кузнецов (2015—2017, утренние выпуски), ранее работал на телеканале «Русский север» в Волгограде.
- Елена Попова (2015—2019, утренние выпуски)
- Татьяна Канахович (2017—2021, утренние выпуски), сейчас работает в ГТРК «Санкт-Петербург»
- Вероника Ряполова (2018—2019, утренние выпуски)
- Андрей Челноков (2019—2023, утренние и дневные выпуски, 2021—2022, итоговый выпуск)
- Игорь Васильев (2020—2022, 2024, утренние выпуски, 2022—2024, итоговый выпуск), ранее работал на телеканале «Матч ТВ».
- Алина Габуева (2021, утренние выпуски), в настоящее время работает на телеканале «Матч ТВ».
- Максим Шаманин (2022—2023, утренние и дневные выпуски), сейчас работает на телеканале «Москва 24».
- Сергей Соболев (2023—2025, утренние и дневные выпуски)
- Кирилл Ховрин (2023—2024, утренние выпуски), ранее работал на телеканалах «Звезда» и «Россия-2».
- Дарья Петрова (2024, дневные и вечерние выпуски)

#### Известия. Главное
- Вячеслав Крискевич (с 8 октября 2006 по 22 июня 2008 года, чётная неделя), недолго и ранее был ведущим новостей на ОРТ/«Первом канале», перешёл на телеканал «Звезда»[27]
- Алексей Суханов (с 1 октября 2006 по 28 июня 2009 года, до 29 июня 2008 года — нечётная неделя), ранее работал на НТВ и радио «Сити ФМ»[28], сейчас работает на телеканале «1+1».
- Александр Анучкин (с 30 августа 2009 по 27 июня 2010, 17 февраля 2013)
- Андрей Добров (с 5 сентября 2010 по 17 июля 2011 года), перешёл на РЕН ТВ[29]
- Ника Стрижак (с 1 сентября 2013 по 25 июня 2017 года), в настоящее время — ведущая программы «Открытая студия», выходящей на «Пятом канале» (2004—2017) и телеканале «78» (с 2017 года)[30]
- Евгений Гусев (со 2 сентября 2017 по 26 декабря 2020 года, с 30 января 2021 по 12 февраля 2022 года), перешёл на телеканал «78», где вёл программы «Здоровье» и «Реальная политика», которые выходили на этом телеканале.

### Корреспонденты
- Сима Айвазян
- Дмитрий Акимов (2013—2020, Санкт-Петербург)
- Александр Алексеев (2011, Воронеж)
- Кирилл Алексеев (2013)
- Илья Аникеев (до 2019 года, Самара)
- Юлия Антощенкова (2007—2011)
- Павел Архипкин (2017—2022)
- Лейла Ахмедова (2010—2013)
- Алексей Багин (2013—2015)
- Наталья Бандурина (2010—2014)
- Александра Барабанщикова (2008)
- Станислав Бернвальд (до 2017 года)
- Анатолий Бородкин
- Виталий Бузуев (2010, Украина)
- Андрей Бурцев
- Максим Вахрушев (2006—2017)
- Алексей Вершинин (2007—2008)
- Нина Вишнёва (2013—2017, США)
- Анна Воропай (2012—2023)
- Ян Воскресенский (2003—2021)
- Виталий Втулкин (2010)
- Айрат Галимов (2011)
- Антон Гарнов (2004)
- Максим Годун (до 2018 года)
- Алексей Головко (2007, 2013—2017)
- Андрей Гордеев (2007—2009)
- Даниил Горчаков (2007—2015)
- Елена Горшенина (2007—2017)
- Дэн Грибов (2008—2012)
- Леонид Грозин (2003—2008)
- Александр Громов (2013)
- Евгений Гусев (2004)
- Патимат Гусейнова (2008—2012)
- Антон Гуськов (до 2018 года)
- Евгений Давыдов (2011—2013)
- Павел Дьяконов (2004—2012)
- Наталья Дубровская (2010—2014)
- Мария Евсюкова
- Иван Ермоленко (2010)
- Наталия Жукова (2004—2010)
- Алексей Завьялов
- Андрей Захаров (2018—2022)
- Алексей Збарский
- Мария Зверева (2022—2025)
- Екатерина Иванова (2014—2021)
- Андрей Ивлев (2014—2017)
- Алексей Калякин (2009—2011)
- Марина Канцлер (2009—2013)
- Дарья Каплан (2009—2013)
- Юлия Карецкая (2006—2010)
- Борис Карягин (2010—2013)
- Антон Кириллов (2014—2018)
- Наталья Кирилова (2011—2021)
- Ольга Князева (2014—2015)
- Екатерина Комова (2005—2007)
- Алексей Конопко
- Юлия Конькова (с 2007 года, Саратов)
- Константин Крылов
- Николай Кубанцев (2017—2022)
- Олег Кузьмичёв (2006—2018)
- Дмитрий Кулько (2015—2017)
- Василий Кучушев
- Катарина Лане (2015—2016)
- Анна Ливадняя (2013—2016)
- Александра Литвинова (до 2018 года, Сочи, позже — Республика Крым)
- Артур Ломидзе (2013—2021)
- Виталий Лукашов (2007—2010, Санкт-Петербург)
- Александр Лысов (2006—2013)
- Эдика Лялина (2013—2017), Место происшествия
- Анатолий Майоров (2011—2017)
- Игорь Максименко (2004—2017)
- Игорь Матюпатенко[31] (2009—2013)
- Равиль Мукменов (2011, Приволжский федеральный округ)
- Александр Надсадный (2017—2022)
- Аркадий Назаренко (2007—2010)
- Ксения Некрасова (до 2017 года, Москва)
- Вячеслав Николаев (2017—2022)
- Елена Норкунайте (2011—2022)
- Кирилл Ольков (2017)
- Дарья Онегина
- Анастасия Пак (2011)
- Роман Перевезенцев (2007—2009)
- Сергей Пикулин (Сочи)
- Кирилл Пищальников (2004—2005)
- Дмитрий Пищухин (2011—2017)
- Владислав Пономаренко (2004—2006)
- Алексей Прокин (2010—2011)
- Александр Пугачёв (2008—2010, Екатеринбург)
- Владимир Раевский (2011)
- Анна Райва (2006, Израиль)
- Игорь Рискин (2009—2015)
- Константин Рожков (2010—2017)
- Надежда Сахаровская (2017—2022)
- Светлана Свечкарёва (2018, Челябинск)
- Юлия Сеферинкина (2010—2018)
- Виктор Синеок (2010—2012)
- Александр Сиротин (2006—2011, Ставропольский край и Северная Осетия)
- Александр Савенко (2016)
- Анастасия Сорокина
- Наталья Сулюкина
- Дмитрий Тархов
- Ольга Терехова
- Ольга Тонконогова (2004)
- Наталия Трофимова (2010)
- Татьяна Ульянова (2014, Сочи)
- Максим Уразаев (2014, Владивосток)
- Полина Федюк (2013)
- Валерий Фенёв
- Константин Худолеев
- Вадим Хуланхов (2011—2019)
- Сергей Цуцкин (2006—2008, Екатеринбург)
- Виталий Чащухин
- Денис Чередов (2013—2017)[32]
- Виктор Черногуз (2011—2019)
- Антон Чечулинский (2004—2005)
- Инна Чукина (2011—2013)
- Дмитрий Шабельников (2004—2007)
- Евгений Эрлих (2010—2013)

## Руководители
- Александр Жуков (2003—2005)[33]
- Владислав Пономаренко (2005—2008)[34]
- Владимир Тюлин (2008—2011)[35]
- Александр Анучкин (2011—2022) — руководитель Дирекции информационно-аналитического вещания «Пятого канала»[36], затем — северо-западного филиала ООО МИЦ «Известия»

### Умершие

#### Ведущие
- Алексей Наливайко (1961—2012), ведущий новостей спорта в 1991—2010 годах, скончался в июне 2012 года[37].
- Олег Сысоев (1967—2000), ведущий программы «Информ-ТВ», покончил с собой в 2000 году[38][39]
- Игорь Фесуненко (1933—2016), ведущий программы «Главное» с 4 апреля 2004 по 25 июня 2006 года[40][41], скончался в апреле 2016 года

#### Корреспонденты и операторы
- Георгий Гривенный (1977—2024), работал в программе в 2017—2024 годах, скончался в феврале 2024 года[42][43]
- Семён Ерёмин (1982—2024), работал в программе в 2006—2024 годах, погиб в апреле 2024 года[44]
- Дмитрий Козлов, оператор
- Евгений Ксензенко (1979—2024), работал в программе в 2012—2017 годах, скончался в августе 2024 года.
- Юрий Кучинский (1976—2019), работал в программе в 2002—2003 годах, скончался в феврале 2019 года[45]
- Михаил Михайлов, с 1991 года работал на Ленинградском ТВ в телестанции «Факт» и «Информ ТВ», позднее руководил московским корпунктом «Пятого канала», погиб 6 июля 2021 года.
- Олег Пакшин (1983—2022), работал в программе в 2006—2013 годах, скончался в октябре 2022 года[46]
- Александр Федорчак (1996—2025), работал в программе в 2024—2025 годах, погиб в марте 2025 года[47]

## Эфиры новостей
| Время (мск) | Дни недели | Продолжительность    | Описание                               |
| ----------- | ---------- | -------------------- | -------------------------------------- |
| 5:00        | пн-пт      | 30 минут без рекламы | Утренние выпуски                       |
| 9:00        | пн-пт      | 30 минут с рекламой  | Утренние выпуски                       |
| 13:00       | пн-пт      | 30 минут с рекламой  | Дневной выпуск                         |
| 17:00       | пн-пт      | 30 минут с рекламой  | Вечерний выпуск                        |
| 0:00        | пн-чт      | 30 минут с рекламой  | Итоговый выпуск                        |
| 0:00        | сб         | 60 минут с рекламой  | Итоговая программа «Известия. Главное» |

## Экстренное вещание

### 1990-е годы
- 12 декабря 1993 года в 15:00, 19:30 и 23:45 во время подведения итогов выборов в Государственную думу и референдума по принятию Конституции.
- 3 июля 1996 года в 0:10 во время подведения итогов второго тура президентских выборов вышел специальный выпуск новостей.

### 2000-е годы
- 26 марта 2000 года в 22:40, 0:45 и 2:25 вышли специальные выпуски ИНФОРМTV, посвящённые выборам президента РФ.
- 14 мая 2000 года в 1:00 и в 2:25 вышли специальные выпуски ИНФОРМTV, посвящённые выборам губернатора Санкт-Петербурга.
- 31 мая 2003 года вышли специальные выпуски ИНФОРМTV, посвящённые празднованию 300 летия Санкт-Петербурга.
- 27 января 2004 года в 15:15 вышел специальный выпуск ИНФОРМTV и включал в себя празднование 60-летия снятия блокады Ленинграда.
- 25 апреля 2007 года вышел специальный выпуск новостей и включал в себя прямую трансляцию прощания и похорон Бориса Ельцина.
- 11 ноября 2007 года вышел специальный выпуск программы, посвящённый первой победе футбольного клуба «Зенит» в чемпионате страны[48].
- 2 декабря 2007 года в 0:00 вышел специальный выпуск новостей, посвящённый выборам в Государственную думу.

### 2010-е годы
- 10 апреля 2010 года, в день катастрофы под Смоленском и гибели Президента Польши Леха Качиньского, в течение дня транслировались специальные выпуски программы «Сейчас» — всего вышло 5 спецвыпусков за день[49].
- 24 января 2011 года, в день террористического акта в аэропорту «Домодедово», «Пятый канал» (наряду с «Дождём») одним из первых отреагировал на случившееся и выдал в эфир специальный выпуск программы «Сейчас»[50]. Остальные федеральные государственные каналы (телеканал «Первый канал», «Россия-1», «НТВ» и «ТВ Центр») не изменили сетки вещания и сообщили о случившемся только через полтора или 2 часа после трагедии[50].
- 27 января 2013 года вышел специальный выпуск новостей и включал в себя прямую трансляцию парада и возложения венков.
- 3 апреля 2017 года, в день террористического акта в метро Санкт-Петербурга, выходили специальные выпуски программы «Сейчас» в 16:30, 17:30, 18:30, 20:00 и 21:00.
- 11 февраля 2018 года, в день крушения Ан-148 в Подмосковье, в 18:00 и 19:00 в эфир телеканала выходили специальные выпуски новостей.
- 18 марта 2018 года в 9:45 и 22:00 вышли специальные выпуски новостей, посвящённые выборам Президента РФ.
- 26 января 2019 года в 10:45 выходил специальный выпуск, посвящённый полному освобождению Ленинграда от блокады. Включал в себя прямую трансляцию возложения венков.

### 2020-е годы
- 21 февраля 2022 года состоялось заседание Совета Безопасности России с участием Президента России, где решались вопросы независимости ДНР и ЛНР. Выпуск программы «Известия» вышел сразу после окончания заседания на все орбиты вещания Пятого канала (в 18:27 по московскому времени)[51].
- 26 февраля 2022 года в 9:00 и 17:30 вышли специальные выпуски, посвящённые Вторжению России на Украину, а 27 февраля 2022 года в 9:00, 13:00 и 17:30.
- 9 мая 2022 года в 19:00 вышел специальный выпуск, посвящённый Дню Победы в России и мире.
- 30 сентября 2022 года в 0:00 вышел специальный выпуск, посвящённый Аннексии Донецкой, Луганской, Херсонской и Запорожской областей.
- 9 мая 2023 года в 19:00 вышел специальный выпуск, посвящённый Дню Победы в России и мире. Ведущей была Ирина Петрова.
- 27 января 2024 года в 17:00 выходил специальный выпуск, посвящённый 80-летию полного освобождения Ленинграда от блокады. Включал в себя прямые включения и эксклюзивные репортажи из Санкт-Петербурга.
- 17 марта 2024 года в 00:00 вышел специальный выпуск новостей, посвящённый выборам Президента РФ.